# Гаврилович Іван Михайлович
Іва́н Миха́йлович Гаврило́вич (*30 серпня 1952, Делятин) — український поет. Заслужений журналіст України (2019).
Народився 30 серпня 1952 р. в смт Делятин Надвірнянського району Івано-Франківської області.
Закінчив факультет журналістики Львівського університету ім. І. Франка. Працює редактором відділу соціально-побутових проблем редакції газети «Галичина».
Автор збірок віршів «Данина життю», «На спустілому полі» (колективний збірник), «Янголи над містом».